# Sikorsky H-34
Sikorsky H-34 (tovární označení S-58) je vojenský vrtulník poháněný pístovým motorem původně navržený americkým výrobcem Sikorsky k protiponorkovému boji (ASW) pro americké námořnictvo. Později se dočkal širokého rozšíření s turbohřídelovým motorem jako S-58T nebo jako Westland Wessex, vyráběný v britské licenci.
H-34 sloužily většinou jako střední transportní vrtulníky na všech kontinentech v ozbrojených silách 25 zemí. Bojově byl nasazen v Alžírsku, Dominikánské republice, Nikaragui a v celé jihovýchodní Asii. Dále byl používán při záchraně během povodní, vyzvednutí astronautů, bojů s požáry a přepravě politiků. Byl to poslední vrtulník s pístovým motorem, který provozovala Námořní pěchota než ho nahradily typy poháněné turbohřídelovým motorem jako UH-1 Huey a CH-46 Sea Knight. Mezi lety 1953 a 1970 bylo celkem postaveno 2 108 ks vrtulníku H-34.

## Specifikace (H-34 Choctaw)

### Technické údaje
- Posádka: 2 piloti
- Užitečná zátěž: 12 (A Model) 18 (C Model) vojáků nebo 8 nosítek
- Délka: 17,28 m
- Výška: 4,85 m
- Průměr nosného rotoru: 17,07 m
- Prázdná hmotnost: 3583 kg
- Maximální vzletová hmotnost: 6350 kg
- Pohonná jednotka: 1 × hvězdicový motor Wright R-1820-84 o výkonu 1137 kW

### Výkony
- Maximální rychlost: 278 km/h
- Dostup: 1495 m
- Dolet: 293 km